# Shaky Ground
Shaky Ground è una sitcom statunitense, andato in onda su Fox tra il 1992 e il 1993, in cui recitarono gli attori Matt Frewer nel ruolo di Bob Moody, Robin Riker nel ruolo della moglie e Jennifer Love Hewitt nel ruolo della loro figlia.

## Tema
Gli episodi si concentrano sulla vita di Bob Moody, padre di famiglia, e il suo essere sempre fuori moda e contro corrente. Molto surrealismo è presente in essi, basti pensare a Bob che usa un prodotto per capelli che si rivela dannoso per lui tanto da farlo sembrare una sorta di lupo mannaro, o che pratica il "Dance Fu", una combinazione fra arti marziali e jazz per difendere il suo diritto di entrare in un ristorante, dopo essere stato minacciato da un duro che se lo avesse fatto lo avrebbe malmenato!. Altri episodi sono invece più realistici, correlati all'interesse per la famiglia, prendendo ad esempio l'aiuto che Bob fornisce alla figlia Bernadette nel relazionarsi a un ragazzino che a lei piace.
L'episodio finale ci mostra Bob effettuare una petizione che non andò però a buon fine; per essere uno dei firmatari del presidente Bill Clinton, quando viene a sapere che quest'ultimo visiterà la città dove vive.